# Saison 1 de Narcos
Chronologie
Saison 2
Cet article présente les dix épisodes de la première saison de la série télévisée américaine Narcos.

## Distribution

### Acteurs principaux
- Wagner Moura : Pablo Escobar
- Boyd Holbrook (VF : Stéphane Pouplard) : Stephen Murphy, agent de la DEA
- Pedro Pascal (VF : Thierry Wermuth) : Javier Peña, agent de la DEA
- Raúl Méndez (VF : Marc Perez) : le président César Gaviria
- Manolo Cardona : Eduardo Sandoval
- Maurice Compte (VF : Alfonso Venegas Flores) : Colonel Horacio Carrillo

### Acteurs récurrents
- Cristina Umaña : Judy Moncada
- Ana de la Reguera (VF : Nayéli Forest) : Elisa
- Stephanie Sigman : Valeria Vélez, personnage basé sur Virginia Vallejo
- Joanna Christie (VF : Nathalie Bienaimé) : Connie Murphy
- Roberto Urbina : Fabio Ochoa
- Aldemar Correa : Ivan « El Terrible » Torres, personnage vaguement basé sur Iván Marino Ospina
- Danielle Kennedy (VF : Cathy Cerdà) : l'ambassadeur Noonan
- Julián Beltrán : Alberto Suarez
- Brett Cullen (VF : Patrick Borg) : l'ambassadeur Arthur Crosby
- Alberto Ammann (VF : Stéphane Miquel) : Helmer "Pacho" Herrera
- Paulina Gaitán : Tata Escobar, personnage basé sur Maria Victoria Henao
- Juan Pablo Raba (en) : Gustavo Gaviria
- Jorge A. Jimenez : Roberto "Poison" Ramos, personnage basé sur John Jairo "Pinina" Arias
- Diego Cataño : Juan Diego "la Quica" Díaz, personnage basé sur Dandeny Muñoz Mosquera
- Ariel Sierra : Juan "Gachette" Corrales B (Sure Shot)
- Julián Díaz : Nelson "Blackie" Hernández (El Negro)
- André Mattos : Jorge Luis Ochoa

### Invités
- Patrick Saint-Esprit (VF : Hervé Bellon) : Major Wysession
- Luis Guzmán : José Rodríguez Gacha
- Bruno Bichir : Fernando Duque
- Thaddeus Phillips : Owen, agent de la CIA
- Juan Riedinger : Carlos Lehder
- Gabriela de la Garza : Diana Turbay
- Vera Mercado : Ana Gaviria
- Luis Gnecco : la Cucaracha
- Adrián Jiménez : Colonel Herrera, agent de la DAS
- Richard T. Jones : un agent de la DEA
- Jon-Michael Ecker : Le Lion ("El León")
- Miguel Ángel Silvestre : Franklin Jurado

## Épisodes

### Épisode 1:Tomber
- États-Unis /  France : 28 août 2015 sur Netflix

L'épisode commence à Bogota, Colombie en 1989, il est narré par Steve Murphy. Il raconte à quel point il était difficile pour les agences de renseignement à l'époque de capturer un appel téléphonique, en particulier un appel satellite. Ils capturent Poison appelant Lizard organisant une réunion dans un pub local plus tard dans la nuit. Ils utilisent ces informations pour en informer la DEA. À leur tour, ils transmettent ces informations à Horacio Carrillo qui les utilise pour éliminer Poison. Il tue de nombreuses personnes (innocentes) dans ce pub comme effet secondaire de tuer Poison et ce fait est utilisé comme une illustration de ce qu'il faut pour lutter contre le commerce de la drogue.
L'événement illustré est en fait un flash-forward de ce qui se passe à la fin de la saison 1. Après la première scène et l'intro de la série, l'action revient au Chili, en 1973 pour le début effectif.
L'épisode continue et présente quelques personnages : Cancrelat, Pablo Escobar, Gacha et leur rôle dans le commerce de la cocaïne que le cartel de Medellín a lancé.
Plus tard dans la scène, lorsque la cargaison de drogue est dirigée par Pablo qui a été arrêté par la police. Pablo parle brièvement aux policiers, leur montrant qu'il en sait beaucoup sur eux et leurs familles. Par cela, il démontre à quel point il contrôle la police (même au niveau personnel) et combien les policiers ont à perdre. À la fin de la conversation, il demande aux policiers de choisir entre l'argent (être soudoyé pour les laisser passer) ou le plomb (être tué par l'équipage armé de Pablo).
L'émission montre ensuite le fonctionnement de base du cartel, y compris la façon dont la cocaïne est produite et trafiquée.
Pablo découvre que son accord avec la police locale n'a pas été tenu et se rend lui-même au commissariat pour savoir pourquoi. Il s'avère que la police a découvert la valeur de la cargaison que Pablo trafiquait et ils sont déçus de la petite réduction qu'ils obtiennent pour la laisser passer. Pablo se met en colère, crie après l'officier et se fait photographier. Toute la situation est ensuite effacée des registres (prouvant à quel point Escobar est puissant).
Pablo pense qu'il n'y avait aucun moyen que la police ait été au courant de l'opération et en déduit que ce doivent être certains de ses propres hommes qui ont dit à la police combien vaut la cocaïne et découvre que la personne responsable de la fuite est Cancrelat (ironiquement par l'intermédiaire du même policier qui a détenu Pablo auparavant) et le fait exécuter peu de temps après.

### Épisode 2:L'Épée de Simón Bolívar
- États-Unis /  France : 28 août 2015 sur Netflix

Le groupe radical communiste M-19 fait un geste contre les narcos, tandis que Murphy reçoit une formation en application de la loi colombienne de son nouveau partenaire Peña.
En 1981, huit ans avant que Murphy ne traque Poison, ne le fasse tuer et ne figure donc sur la liste des succès d'Escobar. Pour l'instant, il n'est qu'un agent de la DEA qui cherche à démarrer en Colombie.
Les Murphy et leur chat sont cependant détenus, sous prétexte que le chat n'a pas toutes les formes appropriées. C'est juste une excuse pour faire arrêter Murphy et obtenir des informations sur lui avant de laisser entrer ce citoyen américain dans le pays. Les Murphy étant détenus pendant la majeure partie de l'épisode, Narcos plonge dans l'empire en constante expansion de Pablo Escobar.
Escobar, après s'être débarrassé de Cancrelas, dirige maintenant des super laboratoires où ils produisent 10 000 kilos de cocaïne par semaine, assez pour 5 milliards de dollars de revenus par an. C'est une excellente affaire, mais il est difficile pour Escobar de cacher ses fonds. Il ne peut pas très bien le blanchir par l'intermédiaire de sa petite compagnie de taxis, alors que fait-il ? Il l'enterre et le coud dans les meubles de sa mère, et demande à son comptable, qui s'appelle Blackbeard, de garder une trace de l'endroit où tout se passe.
Aussi formidables que soient les affaires, il y a une menace imminente, un groupe de guérilleros communistes appelé le M-19 qui, selon Murphy, « a trop lu Karl Marx pour leur propre bien ». Dirigés par un professeur d'histoire étiqueté Ivan Le Terrible, ils prévoient d'enlever la sœur des frères Ochoa, l'un des acteurs les plus importants du trafic. Lorsque M-19 vole l'épée de Simón Bolívar, envoyant un message au gouvernement et revenant plus tard en jeu avec les narcos, ils pensent avoir enfin trouvé un moyen de se faire connaître.
La vérité est que l'enlèvement n'est qu'un carburant pour le feu d'Escobar. Il convoque une réunion de tous les caïds et familles locaux, affirmant que le moment est venu de former une coalition. Escobar propose qu'il conserve le contrôle de toutes les activités quotidiennes, tandis que le reste du cartel fournit des fonds et reçoit non seulement des bénéfices, mais la sécurité de nouveaux enlèvements. Tout le monde étant d'accord, Escobar nomme le groupe : Morts aux ravisseurs.
Alors qu'Escobar est certainement occupé à étendre ses activités, il fait également son chemin dans la sphère politique. Lorsqu'il est interviewé par un journaliste local, il parle de la création d'un Medellín sans bidonvilles, où son argent pourrait être utilisé pour les hôpitaux et les écoles. C'est ici que Narcos se débat vraiment avec sa portée. La scène est destinée à donner au public une certaine compréhension de la vision d'Escobar et à le consolider davantage en tant que véritable anti-héros, en tant qu'homme méchant qui fait aussi de bonnes choses. Mais, l'histoire doit s'étendre sur des décennies, donc de telles informations sont précipitées, et nous sommes à nouveau entraînés par la voix off de Murphy vers une série de scènes de sexe.
Alors qu'Escobar finit par coucher avec la journaliste en question tout en lui disant de ne jamais manquer de respect à sa femme, Tata, le nouveau partenaire DEA de Murphy, Javier Pena (joué avec beaucoup de charisme par Pedro Pascal) est avoir des relations sexuelles avec Helena, une prostituée qui se trouve également être son informateur. Elle dit à Pena qu'il va y avoir une fête à Medellín, que toutes les prostituées de grande classe y sont envoyées. Pena voit cela comme un signe que tous les meilleurs gars de l'empire colombien du trafic de drogue se réunissent, alors il l'envoie pour obtenir des informations.
Après la réunion où le cartel Death to Kidnappers est établi, Helena est de retour dans la chambre de Gacha, après le sexe, lui faisant un massage pour le détendre. Malheureusement, Helena est si impatiente d'obtenir un visa que cela finit par la faire tomber car l'enquête d'Helena sur la réunion est évidente pour Gacha.
Réalisant qu'elle est une informatrice, Gacha demande à ses hommes de la capturer, de la torturer et de la violer à plusieurs reprises.
Lorsque Pena se rend compte qu'Helena ne revient pas, que sa couverture est probablement grillée, il prend deux miliciens locaux et part à sa recherche. Il laisse Murphy derrière lui parce qu'il est sur le point de torturer et de tuer des gens pour obtenir cette information, et il ne sait pas s'il peut faire confiance à son nouveau partenaire.
Quelques corps plus tard, Pena retrouve Helena dans un appartement, ensanglantée et battue et violée par l'un des hommes d'Escobar. Il tue rapidement les hommes et enveloppe Helena dans sa veste, lui promettant qu'il la sortira de là. C'est peut-être vrai pour l'appartement, mais une visite au bureau des ambassadeurs américains plus tôt dans l'épisode suggère que la faire sortir du pays ne sera pas si facile.
Pendant ce temps, Escobar, exerçant un nouveau pouvoir, fait des ravages dans les camps du M-19 et prend des photos de leurs corps suspendus aux arbres. Il envoie un message, et le chef du M-19, Ivan Le Terrible, l'entend haut et fort.
Il libère Marta Ochoa indemne et se remet à Escobar, lui demandant de terminer le travail, mais de le faire avec l'épée de Bolívar. Escobar est plus rusé que cela et comprend qu'Ivan pourrait lui être utile vivant. Il épargne sa vie et lui dit qu'à partir de maintenant, ils travailleront ensemble.
De retour à l'aéroport, les Murphy passent enfin la douane, mais non sans que le passeport de Steve soit photocopié et envoyé à l'ensemble du cartel. Après s'être installés chez eux pendant un certain temps, Connie cherchant à aider dans un hôpital local et Steve s'adaptant à son nouveau travail, les deux rentrent chez eux pour trouver leur appartement cambriolé et leur chat suspendu au plafond. Plus de messages envoyés par le cartel.

### Épisode 3:L'Éternelle Clique
- États-Unis /  France : 28 août 2015 sur Netflix

L'épisode 3 commence avec Peña et Murphy essayant de comprendre où les Narcos pourraient obtenir des informations sur l'adresse de Murphy. Murphy se souvient que l'agent des douanes à l'aéroport a scanné son passeport et même si le chat mort était la façon du cartel de dire qu'ils regardaient, Peña l'a rassuré qu'il serait en sécurité car les trafiquants de drogue n'oseraient pas tuer un agent de la DEA à cause de Kiki Camarena. La voix off de Murphy nous explique à propos de Kiki : c'était un agent de la DEA au Mexique qui a été tué par le cartel de Guadalajara ; en réponse, la DEA est allée en force au Mexique pour tuer et persécuter les personnes qui ont tué un agent américain de la DEA. Le message était fort et clair : ne plaisante pas avec la DEA, et donc, le chat est aussi la DEA.
La scène suivante commence avec Pablo parlant à Valeria de ses ambitions de se rendre au Congrès. Il veut représenter les pauvres car il sait qu'un homme d'origine pauvre comme lui ne réussirait jamais au Congrès. Il se plaint des « Hommes de toujours », des oligarques et des riches dont les familles restent au pouvoir depuis des décennies et qui ne semblent jamais se soucier des pauvres comme Pablo le faisait grandir. Une chose est claire cependant : Pablo a plus d'argent que tous ces hommes, il a assez d'argent pour acheter la presse et un parti politique qui le soutient pour devenir membre du Congrès. Pour la DEA, Pablo était un trafiquant de drogue, mais pour les Colombiens, il était l'incarnation du rêve colombien : il aidait les pauvres et n'attendait rien en retour.
Valeria a présenté Pablo à Fernando Duque (Bruno Bichir), un avocat et membre du parti Nouveau libéralisme, que Pablo soudoie pour qu'il puisse entrer dans le parti. Duque s'entretient ensuite avec le ministre de la Justice, Rodrigo Lara Bonilla (Adan Canto) pour laisser Pablo devenir l'alternative à un autre candidat d'Antioquia déjà candidat au Congrès. La ministre Lara s'inquiète des affaires de trafic de Pablo, mais Duque dit qu'il a contribué à la société, qu'il possède des propriétés en Colombie et aux États-Unis et qu'il est prêt à donner beaucoup d'argent au parti, ce qui, s'il gagne, pourrait signifier un siège supplémentaire dans Congrès pour le nouveau libéralisme, que Lara a accepté.
D'autre part, Connie commence à travailler comme bénévole dans un centre communautaire de la comuna, et on voit Elisa, une des rebelles du M19, y travailler également. En attendant, Peña et Murphy rencontrent Suarez (Julian Beltrán), l'un des informateurs de Peña qui travaille à la fois pour la DEA et les Narcos pour les aider à trouver les personnes responsables du meurtre du chat. Après avoir été payé une grosse somme pour ses informations, Suarez trouve les agents des douanes de l'aéroport et Murphy et Peña les confrontent au sujet de la divulgation des informations de Murphy aux Narcos. L'un des agents avoue avoir faxé les informations de Murphy au sicario d'Escobar, Poison.
Peña et Murphy retrouvent le téléphone satellite de Poison et pensent qu'il emmène de la drogue avec lui dans sa voiture à Bogotá alors qu'en fait il est en route pour livrer de l'argent à Fernando Duque. Peña, Murphy et Carrillo vont préparer un barrage routier. Malheureusement, Suarez informe Escobar du barrage routier mis en place pour Poison et il demande à Poison de revenir immédiatement.
(Pendant que Poison conduisait, il parlait aux 2 autres sicarios de son nombre de morts qui était de 65, juste comme un aperçu au cas où vous vous poseriez la question : le vrai surnom de Poison est Popeye, et il a tué plus de 65 personnes, plus de 250 en fait, il a purgé sa peine et est actuellement sous protection policière. Je sais, fou non ?)
Pablo est en pleine campagne, se présentant comme suppléant de Jairo Ortega, la première fois qu'un suppléant était plus important que le candidat principal. La scène passe à Gustavo et Pablo dans un hôpital. Gustavo lui dit que maintenant qu'il est sur le point de devenir membre du Congrès, il ne peut pas surveiller les laboratoires, alors Pablo décide de confier à  Carlos Lehder la supervision des opérations. À l'hôpital, Tata a donné naissance à la fille d'Escobar, leur deuxième enfant ensemble après leur garçon, Juan Pablo.
La DEA est consciente que Pablo a tout orchestré pour devenir membre du Congrès et décide qu'il est préférable de le laisser se présenter et de trouver un moyen de le faire élire après son élection. La DEA doit trouver quelque chose pour incriminer Pablo, et ils trouvent le mugshot de sa visite à l'agent DAS dans l'épisode 1. Pendant ce temps, Jairo Ortega gagne par un glissement de terrain et dès qu'il est élu, il démissionne, laissant Pablo prendre le relais. au Congrès.
Ensuite, il y a une scène où Pablo fume dans les montagnes avec la voix off de Murphy. Au cours de cette scène, vous ressentez son bonheur de réaliser ses rêves qui étaient plus grands que lui : il est enfin plus près de devenir l'homme puissant qu'il voulait être, l'homme qui pourrait changer la Colombie, l'homme qui pourrait un jour devenir président. Cette scène particulière est puissante car elle montre les ambitions de Pablo et à quelle vitesse elles peuvent être écrasées.

### Épisode 4:Le Palais en Feu
- États-Unis /  France : 28 août 2015 sur Netflix

Malgré le fait que Lara ait été tués par les hommes d'Escobar dans l'épisode précédent, le ministre de la Justice qui essayait de faire le bien maintenant est juste un autre corps dans la guerre contre la drogue, Javier Pena est de bonne humeur. Beaucoup de bien est venu de l'exploitation de la photo d'Escobar, dit-il, ce qui signifie que Lara n'est qu'une victime de la guerre.
Murphy ne le voit pas de cette façon cependant. Il n'est pas encore prêt à célébrer, car il reste encore beaucoup de travail à faire pour ranger Escobar. Heureusement, les États-Unis ont introduit de nouvelles lois sur l'extradition, ce qui signifie que toute personne surprise en train de faire passer de la drogue à Miami, ou même toute personne associée à l'introduction de drogue aux États-Unis, peut être extradée vers les États-Unis pour y être punie.
Comme nous le dit Murphy, une telle loi est potentiellement très dissuasive. En Colombie, les caïds, soutenus par l'argent, peuvent vivre somptueusement en prison. Mais en Amérique ? Tu n'es qu'un salaud de plus qui fait son temps. Tu n'es spécial pour personne.
Escobar espère devancer cette nouvelle loi, avant qu'elle n'affecte son opération, alors il convoque une autre réunion des dirigeants. Il leur propose de former un autre groupe, celui-ci pour lutter contre l'extradition. Les autres dirigeants sont toujours énervés par l'incursion d'Escobar au Congrès, mais ils le soutiennent ici, sachant ce qui doit être fait. Ainsi, ils forment Los Extraditables.
Parce qu'Escobar n'a plus de pouvoir politique (pouvoir légal, du moins), ses hommes commencent à terroriser les juges qui extradent les passeurs. Les juges commencent à leur tour à porter des masques au tribunal lorsqu'ils condamnent des passeurs afin de garder leur identité secrète. Comme le dit Murphy, « pour une fois, les gentils portaient des masques ».
Avec la loi sur l'extradition en place pour le moment, Murphy et Pena estiment que le moment est venu pour l'Amérique de capitaliser et de faire venir Escobar. Ils ont cependant besoin de plus de ressources de la part des États-Unis et, malheureusement, la CIA n'est pas prête à faire d'Escobar une priorité. Ils pensent qu'avec Escobar hors du Congrès, il n'est qu'un autre criminel. Ils préfèrent se concentrer sur les communistes à l'intérieur du pays, qui, selon la politique imparfaite du maccarthysme, sont la plus grande menace pour les Américains.
Ce n'est pas parce que la CIA refuse de poursuivre Escobar que Murphy et Pena vont abandonner. Au lieu de cela, ils s'associent au politicien pro-extradition et candidat à la présidence Luis Carlos Galán pour aider à poursuivre de nombreux acteurs de l'opération.
Même si Galán peut les aider en soutenant l'extradition, la DEA a toujours besoin d'un moyen de faire venir Escobar, de le prendre pour une sorte d'accusation. Ils commencent par utiliser leurs ressources limitées pour payer 100 000 $ au général Jaramillo, le soudoyant pour mettre leur ami et confident Carrillo dans l'affaire Escobar.

### Épisode 5:Il y aura un avenir
- États-Unis /  France : 28 août 2015 sur Netflix

Maintenant que l'extradition est officiellement sur la table et qu'Escobar a été chassé de Colombie par la DEA et la CIA, le candidat présidentiel Luis Carlos Galán peut se concentrer sur sa campagne. Il a un rédacteur de discours qui prépare des discours pro-extradition pour ses rassemblements, car il refuse de renoncer à sa position contre les narcos, quel que soit le danger.
Le danger est clair et présent cependant, puisque Galán est assassiné lors d'un de ses rassemblements, juste au moment où il monte sur scène pour dénoncer les narcos. Comme le dit Murphy dans sa voix off, l'assassinat a signifié la fin de l'espoir et de la paix. Il pense que Galán n'était pas seulement leur dernier espoir pour un politicien de nettoyer le gouvernement et la Colombie, mais que le coup voit Escobar intensifier sa violence, montrant qu'il fera tout pour lutter contre l'extradition et garder son empire intact.
Pour l'instant, cela signifie gérer les choses depuis Panama City. Il a proposé de payer la dette nationale de la Colombie en échange d'une amnistie, mais le gouvernement refuse. Escobar et le cartel sont coincés au Panama, et personne ne s'en réjouit. Tata est particulièrement malheureux. "A quoi ça sert d'avoir autant d'argent si tu ne peux pas rentrer chez toi ?" elle dit. Escobar n'a prêté aucune attention aux autres qui ont des opinions dissidentes, mais sa femme signifie plus pour lui.
Avec son soutien, il décide de se battre. Après avoir fait assassiner Galán, au grand dam de Gustavo, il assure le cartel qu'ils peuvent retourner en Colombie et reprendre leur pays. Ils embarquent tous à contrecœur dans un plan, les regards sur leurs visages suggérant qu'ils ne sont pas si sûrs qu'un retour en Colombie soit sûr. Au moins, Gacha est excité, car il est toujours prêt à se battre.
Leur retour en Colombie ne sera cependant pas si facile. Lors des funérailles de Galán, son fils exhorte le rédacteur de discours de son père, le Dr César Gaviria, à défendre sa cause et à devenir le nouveau visage de la campagne. Gaviria semble réticent, principalement parce qu'il est dans une situation difficile. Après tout, il vient de voir son ami et collègue se faire assassiner pour s'être opposé au cartel, donc une petite hésitation est compréhensible.
En fin de compte, cependant, il sait que c'est la bonne chose à faire, alors il envisage de prendre en charge la campagne. Il organise une future conférence de presse avec les médias américains où il devra sortir et dire s'il soutient ou non l'extradition. Il ne sait pas où il en est actuellement, mais sa femme veut qu'il joue le jeu et s'oppose à l'extradition, ou du moins qu'il ignore la question. Elle veut le garder en vie.
Tout en réfléchissant à sa décision, il reçoit un message d'Escobar, gracieuseté de Valeria et Fernando. Le message est qu'il laisse les narcos vaquer à leurs occupations illégales ou qu'ils s'en prendront à sa famille. Gaviria les expulse de son bureau, mais il est clair qu'il est secoué.Pendant ce temps, Pena fait tout ce qu'il peut pour faire sortir Elisa du pays en toute sécurité, loin d'Escobar et de ses hommes. Il couche aussi avec elle, parce que c'est ce qu'il fait avec toutes les femmes de cette émission. Même Elisa le sait. « Couchez-vous avec tous vos informateurs ? elle demande. Oui. Oui, il le fait.
Cependant, Murphy craint que Pena obtienne un passeport et une pièce d'identité pour Elisa. Elisa est en haut de la liste des personnes recherchées par la CIA et le gouvernement américain, donc s'ils sont pris, ils seront accusés de trahison. Pena est prête à prendre le risque et rappelle à Murphy que c'est sa femme, Connie, qui a amené Elisa dans leur vie.
Ailleurs, le colonel Carrillo fait ce qu'il peut pour se rapprocher d'Escobar, mais il est frustré par le peu dont il dispose. Plus précisément, il ne peut faire confiance à aucun de ses soldats, dont la plupart sont payés par Escobar.
Cela l'amène à créer le Search Bloc, une équipe d'opérations spéciales d '«incorruptibles». Le cartel recrute également, obligeant les enfants à faire passer de la drogue pour eux et les armant d'armes automatiques. C'est le début d'une guerre, qui ne s'intensifie qu'à la fin de l'épisode.
Alors qu'Escobar sent qu'il y a une rupture dans ses propres rangs, en particulier avec les frères Ochoa, il doit rester concentré sur Carrillo, qui rassemble une puissance de feu sérieuse. Il décide qu'il fera un dernier effort pour le soudoyer. Il envoie un message offrant à Carrillo un paiement unique de 6 millions de dollars américains pour s'en aller. Carrillo refuse cependant et la guerre est ouverte.
Avec ce refus derrière eux, Escobar met un coup sûr sur Carrillo. Grâce à un serveur au mauvais endroit au mauvais moment et au garde du corps de Carrillo, un peu capable, mais toujours mort, Carrillo s'en sort indemne.
Pendant que tout cela se passe, le gouvernement américain se rapproche des communistes, après avoir capturé un prêtre qui est ensuite torturé pour obtenir des informations. Il finit par dénoncer Connie, disant que c'est elle qui a amené Elisa dans sa vie. C'est un grand moment, qui a d'énormes implications pour Murphy et Connie. Une accusation de trahison, ou pire, pourrait être imminente.
Plus immédiatement cependant, une guerre approche. Gaviria tient sa conférence de presse, et bien qu'il semble au départ qu'il va esquiver tout ce qui concerne l'extradition, il fait finalement ce qu'il pense être le mieux pour la Colombie. Il parle en faveur de l'extradition et contre les narcos et l'emprise qu'ils ont sur le pays.

### Épisode 6:Explosifs
- États-Unis /  France : 28 août 2015 sur Netflix

Les corps s'empilent si vite en Colombie que Pablo Escobar doit tenir un registre rempli de noms. Eh bien, peut-être pas les noms, mais au moins leur valeur en dollars. Avec l'extradition maintenant sur la table et Carrillo déclarant la guerre, Escobar a commencé à payer ses hommes pour tuer des représentants du gouvernement, des policiers, des soldats, etc. Par exemple, Poison reçoit 1 million de dollars par pièce pour les officiers qu'il tue à un barrage routier. C'est de la petite monnaie pour Escobar.
Pourtant, bien que ces officiers fassent partie du problème d'Escobar, sa plus grande menace politique reste Gaviria, qui se présente à la présidence sur une plate-forme favorable à l'extradition. Compte tenu de ce qui est arrivé à tous les autres politiciens qui ont gêné Escobar, Murphy et la DEA font très attention à Gaviria.
Murphy va même le rencontrer ainsi que son chef de la sécurité, Eduardo Sandoval. Malgré les conseils de Murphy de rester caché et hors de vue, Sandoval comprend que Gaviria doit faire campagne. Le président potentiel est dans une situation difficile. Il doit faire attention parce qu'il s'élève contre le cartel, mais il ne veut pas non plus être perçu comme se rapprochant des Américains.
Murphy est inquiet pour Gaviria, mais il doit aussi s'inquiéter pour sa propre famille. Juste avant qu'il ne soit censé transporter Elisa dans une cachette sûre, il trouve un insecte dans sa voiture, clairement planté là par la CIA. Il utilise cette connaissance à son avantage, prétendant avoir Connie et Elisa dans la voiture, ce qui signifie que la CIA le suit pendant que Connie et Elisa s'échappent dans une voiture séparée.
Avec Elisa en sécurité pour le moment, alors qu'elle franchit un point de contrôle de sécurité avec Connie, Murphy tourne son attention vers un homme qu'ils appellent l'Espagnol. Il y a des photos de lui pris à l'aéroport par Poison, ce qui signifie qu'il doit être important pour Escobar.
Après avoir creusé un peu, Murphy se rend compte que la CIA a des informations sur l'Espagnol, probablement enfermées dans leur salle blanche secrète, une pièce dont la CIA n'admet même pas l'existence.
Cependant, Murphy confronte la CIA au bureau de l'ambassadeur américain, ce qui les oblige à laisser Murphy entrer dans la pièce et à rechercher les informations dont il a besoin. Il s'avère que l'Espagnol est membre de l'ETA, un groupe de "combattants de la liberté" en basque essayant de faire sécession de l'Espagne. Plus pertinent pour les intérêts de Murphy est le fait que l'Espagnol est connu pour fabriquer des bombes qui éliminent des dirigeants politiques de haut niveau.
Escobar a engagé l'Espagnol pour construire une bombe qui tuera Gaviria. La question est, quand et où la bombe explosera-t-elle ? Avec ce danger imminent, la femme de Gaviria est envoyée aux États-Unis pour être gardée en lieu sûr, mais le président potentiel refuse d'arrêter sa campagne. Il a un certain nombre de villes à visiter, et même s'il prend des précautions, comme ne pas prononcer de discours à l'extérieur, il ne va pas complètement faire dérailler ses chances à la présidence.Pendant que tout cela se passe, Pena et Carrillo se rapprochent de Gacha à Carthagène. Obtenir l'homme ne va pas être facile cependant. Il vit dans un immense manoir et est entouré de gardes du corps. Il a aussi son fils effrayant à ses côtés, mais il ne semble pas être une grande menace.
Pourtant, ils décident de faire une descente dans la maison, mais Gacha a une longueur d'avance sur eux. Il soupçonne que Navegante l'a trahi, alors ils quittent la maison et se dirigent vers Tolú. Ce n'est toujours pas suffisant pour échapper au bloc de recherche, car Carrillo le retrouve une fois de plus.
Le raid qui a suivi sur le camp de Gacha est l'une des séquences les plus excitantes de la saison. Il est magnifiquement réalisé, profitant de prises de vue aériennes et de paysages époustouflants. C'est le choc parfait de la beauté et de la brutalité, Gacha et son fils tentant de s'échapper dans une Chevy rouge, tandis que Pena et quelques soldats, installés dans un hélicoptère, les pourchassent. Ils tirent sur le camion, tuant le fils de Gacha et forçant le baron de la drogue à sortir. Il tire quelques balles mais c'est tout ce qu'il a.
Ils ont leur homme, et comme Pena fait son rapport à Carrillo, il peut le ramener vivant. "C'est votre décision", dit-il, et Pena hésite à peine à tuer l'homme. C'est brutal et horrible, mais selon la voix off de Murphy, c'est la première grande victoire pour le Search Bloc, et si cela se fait au détriment du processus démocratique, tant pis.
Avec Pena aidant à éliminer Gacha, c'est à Murphy de garder Gaviria en sécurité. Le candidat est sur le point de s'envoler pour Cali pour un voyage de campagne, mais Murphy a un mauvais pressentiment. Il veut convaincre Gaviria de rester, mais cela pourrait être un problème. Sandoval semble réticent à obtenir de l'aide de n'importe quel "gringo", donc les conseils et la présence de Murphy ne sont pas vraiment utiles.
Escobar a recruté un jeune homme nommé Jaime pour se rendre à Cali pour enregistrer une conversation. Il a exploité le besoin d'argent et de sécurité du jeune homme, l'envoyant essentiellement mourir. Bien sûr, Jaime ne le sait pas ; il est juste heureux de faire partie du combat, ce qui fait de sa disparition inévitable à la fin de l'épisode l'une des morts les plus dévastatrices d'une saison remplie de cadavres.
Ce que Jaime ne sait pas, c'est que le magnétophone qu'il est censé utiliser pour enregistrer la conversation dans l'avion pour Cali est truqué avec la bombe de l'Espagnol. Il monte à bord de l'avion en pensant que ce sera une mission simple, mais c'est une mission suicide, qui montre à quel point Escobar est impitoyable et indifférent à ce stade de sa vie.

### Épisode 7:Le Sang Coulera Toujours
- États-Unis /  France : 28 août 2015 sur Netflix

Cent sept personnes sont mortes dans l'explosion de l'avion. Cent sept innocents sont morts aux mains d'Escobar, et le cartel n'a même pas eu l'homme qu'il voulait. Gaviria n'est jamais monté à bord de l'avion et Jaime y a été laissé seul, juste un pion dans le jeu de plus en plus violent d'Escobar. Les images d'actualité qui ouvrent l'épisode sont les pires que nous ayons vues d'Escobar. Il a tué beaucoup de gens, mais c'est un autre niveau de malveillance.
Alors que la nouvelle de l'attentat à la bombe se répand rapidement et que le nom d'Escobar est évoqué comme suspect potentiel, il est temps pour Pablo de fuir. Il doit partir pendant que tout cela se termine, mais cela ne signifie pas qu'il abandonnera son combat. Il fait quelques adieux en larmes à sa famille et leur assure que tout ira bien.
Plutôt que de tuer Gaviria, le bombardement de l'avion finit par créer une vague de soutien au candidat qui s'est ouvertement prononcé contre le cartel. Ce soutien a conduit Gaviria à être élu 28e président de la Colombie, le mettant en position de pouvoir afin de continuer à poursuivre Escobar et à se battre pour son extradition.
Maintenant qu'il est président, Gaviria décide qu'il ne veut pas l'aide de Murphy, Pena, la DEA et la CIA. Il pense qu'il doit prendre ses distances avec leurs efforts et utiliser les ressources colombiennes pour attraper Escobar.
Les choses ne font qu'empirer, et ces ressources américaines pourraient être utiles. Alors que le cartel de Medellín a déplacé la plupart de ses produits à Miami et contrôlé une grande partie de l'exploitation de la cocaïne, il existe également un autre gang en ville. Le cartel de Cali approvisionne New York, et il y a des rumeurs selon lesquelles ils essaieront bientôt de s'installer à Los Angeles.
Là où le cartel de Medellín entasse des corps, le cartel de Cali a tendance à mener une opération plus propre, et ils voient les manières bâclées d'Escobar comme une menace pour eux tous. Tout cela fait partie de la méfiance persistante envers Escobar dans ses propres rangs. Maintenant qu'il est en fuite, il a une cible sur le dos, et pas seulement à cause des États-Unis et du Search Bloc.
Toutes les menaces qui l'entourent poussent Escobar à chercher à négocier avec Gaviria. Il est peut-être prêt à se rendre, mais cela aura un prix. Gaviria n'a cependant aucun intérêt à négocier, refusant de faire le jeu d'Escobar. C'est la bonne décision à prendre, mais cela amplifie la guerre. Pablo veut le chaos et la guerre civile, et il va le créer.
Cela signifie qu'Escobar envoie non seulement Poison pour retrouver Natalie, la femme de Jaime et l'un des éléments qui pourraient le lier au plan d'attentat à la bombe, mais que ses hommes enlèvent également les familles de Colombiens influents, qu'il s'agisse de politiciens ou de journalistes. Plutôt que d'entasser les corps, Escobar veut « influencer » les politiciens. Il veut négocier les conditions, et il va utiliser les otages comme levier.

### Épisode 8:L'Effroyable Imposture
- États-Unis /  France : 28 août 2015 sur Netflix

Alors que Gaviria poursuit toujours Escobar, malgré ses intentions exprimées de négocier également avec lui, Pablo et Gustavo sont en fuite. Au début de "La Gran Mentira", ils sont à moitié nus et courent à travers les montagnes, le tout au milieu de la nuit alors que des coups de feu résonnent derrière eux. Il y a eu un autre raid, mais bien sûr, Escobar s'enfuit une fois de plus. Pendant un moment, le Search Bloc pense qu'ils l'ont, alors que la CIA suit son téléphone satellite, mais ils viennent le trouver attaché à un âne.
Après avoir échappé à nouveau au bloc de recherche, Escobar retourne là où il a caché les otages, y compris Mme Turbay. Il a une autre conversation avec elle, insistant pour qu'elle fasse à nouveau une vidéo. Il se rend compte maintenant que Gaviria négocie avec lui et essaie de l'attraper en même temps, et il en a assez. Il accepte de laisser partir deux otages en échange de la réalisation par Mme Turbay d'une autre vidéo demandant au gouvernement de négocier en toute transparence avec Escobar.
L'appel est entendu et vu, l'ancien président Turbay insistant une fois de plus pour que Gaviria réponde aux exigences. « Savez-vous quelles sont ses demandes ? demande-t-il à Turbay avant de les énumérer dans tout leur ridicule. Escobar veut un référendum sur l'extradition, en plus il acceptera d'admettre une seule accusation de trafic de drogue, mais seulement s'il est autorisé à construire sa propre prison, à engager ses propres gardes et à exiger que la police colombienne reste à trois kilomètres du prison.
De telles demandes sont ridicules et ne servent qu'à profiter davantage à Escobar, qui pourrait se cacher dans son propre "château", comme il l'appelait dans "You Will Cry Tears of Blood". Il a peut-être Turbay comme levier, mais cela n'a pas d'importance pour Gaviria. Les exigences sont trop élevées et il ne peut pas être considéré comme coopérant avec un criminel aussi violent.
Peu de temps après cependant, Gaviria a sa décision prise pour lui. Lorsque le Search Bloc exécute un raid sur la résidence où sont détenus les otages, ils parviennent à tuer quelques hommes d'Escobar, mais Mme Turbay, qui se cache dans un placard, est tuée par une balle perdue. La pièce de levier d'Escobar est peut-être morte, mais plus important encore, la mort de Mme Turbay touche une corde sensible en Colombie. Les citoyens veulent mettre fin à la violence insensée, forçant essentiellement la main de Gaviria.
Sandoval suggère de faire appel à l'armée américaine pour aider à capturer Escobar, mais Gaviria refuse. Il doit mettre fin à la violence maintenant, alors il dit à son chef de la sécurité de donner à Escobar ce qu'il veut. Fernando, l'intermédiaire entre Escobar et Gaviria, apporte la bonne nouvelle (pour le cartel) à Escobar. Il est ravi, mais il veut plus de Fernando. Maintenant que les conditions ont été convenues, il veut qu'il travaille à la réduction de la peine pour trafic de drogue. Escobar n'est rien sinon un opportuniste.
Maintenant que tous les plans d'Escobar se mettent en place, il doit construire la prison dès que possible. Plus tôt il le construit, plus tôt il sera en sécurité à l'intérieur. C'est important pendant cette période, car il y en a beaucoup dans ses rangs qui veulent le voir éliminé. De l'intérieur de sa propre prison personnelle, il peut être à l'abri de tout danger et continuer à diriger son opération.
Alors qu'Escobar est ravi de pénétrer dans sa propre prison personnelle, le cartel craint que certains y voient une faiblesse, une chance d'atteindre Escobar et de faire dérailler son opération. Bien sûr, cela signifie les Ochoas, même si personne n'est complètement sûr que ce sont eux qui cherchent à dissident.
Peu de temps après un tel avertissement de Gustavo, une voiture piégée explose devant la maison où Escobar et sa famille séjournent à Monaco. C'est une séquence époustouflante : la bombe explose dans un moment de silence tendre, tout le cadre passe de subtilement éclairé et immobile à poussiéreux et chaotique, alors qu'Escobar trouve ses enfants dans la maison et les envoie à leur mère.
Gustavo pense que la tentative d'assassinat pourrait être le résultat d'un nouveau joueur en ville, peut-être l'un des trafiquants de drogue de Cali. Narcos suggère qu'il pourrait s'agir de Valeria, la journaliste qui doit maintenant prendre ses distances avec Escobar depuis qu'il a décidé de plaider coupable à des accusations de trafic de drogue.
Quoi qu'il en soit, il suffit de garder Escobar sur ses gardes et d'essayer de découvrir qui l'a dénoncé. Valeria vient le voir avec quelques informations : elle a entendu, de source sûre, que les Ochoas étaient à Cali. En vérité, ils ont négocié un accord avec le Search Bloc où s'ils abandonnent Gustavo, ils feront un court séjour en prison pour importation illégale de taureaux.
L'accord est conclu et Carrillo part avec ses hommes pour capturer le cousin d'Escobar. Lorsque Gustavo quitte la ville pour rencontrer Marina Ochoa pour un rendez-vous nu, le Search Bloc lui tend une embuscade et le met en garde à vue. Ils ne l'amènent pas au poste de police. Au contraire, ils l'amènent dans un entrepôt abandonné et le torturent.
Carrillo lui donne la chance d'éviter la torture et de vivre ; tout ce qu'il a à faire est d'abandonner Escobar. "Nous sommes des bandits, pas des mouchards", dit-il, défiant ouvertement Carrillo. Cela conduit Carrillo à se faire battre par certains de ses hommes, qui ont tous eu des membres de leur famille tués par le cartel. Gustavo ne craque pas cependant, alors ils l'ont battu à mort.
Carrillo met quelques balles dans Gustavo après sa mort et dit à l'un de ses soldats de jeter le corps sur le bord de la route et de signaler sa mort à la suite d'une fusillade avec la police.
La nouvelle de la mort de Gustavo secoue Pablo. Il pleure et contemple son passé - son amitié avec son cousin alors qu'ils faisaient du vélo à travers les montagnes quand ils étaient jeunes garçons. Escobar veut se venger, non seulement sur Pena, Murphy et le Search Bloc, mais aussi sur les Ochoas et Pacho, qui sont chargés de révéler l'emplacement de Gustavo.

### Épisode 9:La Cathédrale
- États-Unis /  France : 28 août 2015 sur Netflix

Pablo Escobar est enfin en prison, mais ce n'est pas exactement le type d'enfermement que la DEA recherchait. Sa prison peut sembler de mauvaise qualité de l'extérieur, mais à l'intérieur, c'est un spa/discothèque/casino prospère. Il a tout, des tables de billard et des roulettes à un terrain de football et de l'alcool. Escobar vit la belle vie, entouré d'hommes à son service tandis que la police est légalement tenue de se tenir à au moins trois kilomètres de la forteresse.
Escobar contrôlant toujours son opération, Murphy perd son emprise. Il est plus déséquilibré ces jours-ci. Lui et Connie travaillent à l'adoption de l'enfant de Natalie, mais il s'inquiète toujours de l'échec de la véritable capture d'Escobar. Quand il termine un taxi et que le chauffeur sort et lui crie dessus, Murphy sort son arme, la pointe sur l'homme, puis tire sur son pneu. Il a beaucoup de rage refoulée en ce moment.
Sa colère ne fait qu'augmenter lorsque lui et Pena rencontrent Carrillo, dont le bloc de recherche a été dissous dans le cadre de l'accord d'Escobar avec le gouvernement. Carrillo montre aux agents de la DEA des photos aériennes de la «prison» d'Escobar, montrant le terrain de football et à quel point il vit bien en ce moment.
Pour Murphy et Pena, c'est inacceptable. Beaucoup de gens sont morts au cours de cette opération, et voir Escobar en faire la fête, c'est trop. Ils doivent trouver une sorte de preuve pour faire tomber Escobar, pour montrer qu'il dirige toujours son opération depuis l'intérieur de sa prison.
Cela commence par Murphy qui découvre qu'Escobar et ses hommes n'utilisent plus de téléphones satellites. Ils sont passés à la vieille école, utilisant des pigeons pour transmettre des messages à tous les membres du cartel. Murphy et Pena se garent à l'extérieur de la prison, attendant qu'un pigeon parte. Lorsque Pena ne peut pas atteindre sa cible, Murphy prend son arme et abat l'un des pigeons voyageurs. Ci-joint un message concernant un tunnel et une livraison.
Cela conduit les agents de la DEA à rechercher un tunnel à l'aide de photos aériennes obtenues illégalement par la CIA, mais ils ne trouvent rien. C'est alors que Connie fait remarquer qu'il y a un camion sur chaque photo.
Ce camion fait entrer et sortir des marchandises de la prison, alors Murphy et Pena doivent le surveiller. Ils arrêtent le camion et contraignent le conducteur à mettre une caméra à l'arrière. Le chauffeur coopère, prend des photos de chaque voyage et montre à la DEA qu'Escobar fait transporter du homard, des téléviseurs, des politiciens et des joueurs de football dans sa prison. Il vit comme un roi.
Murphy et Pena emmènent les photos à Gaviria, espérant que cette révélation l'amènera à agir pour faire entrer Escobar dans une vraie prison. Gaviria n'a cependant aucun intérêt. Il pense que même si Escobar vit comme un roi, c'est mieux que de l'avoir dans le monde, de diriger toute la Colombie et de terroriser le pays. Avec Gaviria refusant de faire quoi que ce soit à propos d'Escobar, Murphy et Pena doivent trouver un autre moyen de traduire véritablement le chef de file de la drogue en justice.
Alors que Pena et Murphy cherchent un autre moyen d'amener Escobar dans une vraie prison, il y a des menaces plus personnelles contre l'empire du pivot tout autour de lui. Plus précisément, il est en négociations tendues avec le cartel de Cali, s'efforçant de résoudre leur problème à Los Angeles et d'obtenir son dû.
Pour Escobar, négocier signifie tuer un groupe d'hommes de Pancho, puis envoyer Moncada et Galeano pour forcer le cartel de Cali à leur payer une tonne d'argent. Pourtant, les négociations échouent, Moncada et Galeano obtenant un accord qui verrait Pancho payer 10 millions de dollars pour mettre fin à leur querelle. Considérant que Pablo a fixé le prix demandé à 12 millions de dollars, ce n'est pas une mauvaise affaire.
Ou du moins Moncada et Galeano ne pensaient pas que c'était une mauvaise affaire jusqu'à ce qu'ils annoncent la nouvelle à Pablo dans sa prison. Escobar semble penser que l'affaire est bonne, mais il ne fait plus confiance à ses deux hommes. Il pense qu'ils pourraient être dissidents, surtout après que la femme de Galeano a rendu visite à Pablo le jour de son anniversaire et lui a essentiellement dit que Galeano s'était plaint de la taxe de guerre, que Pablo venait d'augmenter à 1 million de dollars par mois.
Cela n'aide pas que 3 millions de dollars aient été récemment trouvés par un agriculteur qui loue une propriété à Moncada et Galeano. Ils insistent sur le fait que c'est une partie de l'argent que Gustavo a enterré et que Barbe Noire était censée garder une trace. Escobar et ses hommes n'en sont pas si sûrs. Ils savent que Moncada et Galeano ont signalé une cargaison saisie et que les bénéfices en auraient été d'environ 3 millions de dollars. L'implication est qu'ils volent Escobar.
Moncada et Galeano plaident Escobar, lui disant qu'il est paranoïaque et qu'il ne pense pas clairement. Ils le convainquent brièvement, mais alors qu'ils vont quitter la prison, Escobar claque et bat Moncada à mort avec une queue de billard, Galeano peut-être mort aussi, ou du moins détenu à l'intérieur de la prison.
La nouvelle de la mort de Moncada revient à Murphy et Pena via Navagente, le membre du cartel de Cali qui travaille également avec Pena. L'opération d'Escobar est peut-être plus rentable que jamais, mais il est clair qu'il y a des dissensions dans les rangs. De plus, Escobar vit peut-être bien dans sa prison, mais il est toujours vulnérable.

### Épisode 10:Décollage
- États-Unis /  France : 28 août 2015 sur Netflix

Les photos que Murphy et Pena ont diffusées à la presse dans l'avant-dernier épisode de Narcos ont explosé. Il y a eu un tollé public sur les conditions de vie d'Escobar et le fait que deux hommes, même s'ils étaient des trafiquants de drogue, ont été assassinés à l'intérieur de la prison. La tempête médiatique oblige la police à enquêter sur les meurtres, ce qui est exactement ce que Murphy et Pena voulaient.
Leur victoire est de courte durée car l'ambassadeur les suspend pour avoir exécuté la fuite. Cela signifie qu'ils doivent rester à l'écart pendant que la police tente d'attraper Escobar. Pour Murphy, c'est bien. Comme il le dit dans sa voix off, il se contente parfaitement de rentrer chez lui, d'ouvrir une bière et de regarder la chute d'Escobar se dérouler sur sa télévision.
Ce ne sera pas le cas. Lorsque Murphy rentre chez lui et ouvre son garage, un groupe d'hommes lui glisse une cagoule sur la tête et l'enlève. L'hypothèse est que ce sont les hommes d'Escobar qui veulent se venger, mais le spectateur ne sait pas grand-chose.
Quelques heures plus tard, Connie raconte à Pena comment elle a trouvé le camion à l'extérieur, les clés sur le contact et le moteur en marche. Elle suppose le pire, tout comme Pena, mais il n'est pas encore prêt à appeler la police. Il craint que le fait de sonner l'alarme panique les ravisseurs, alors pour l'instant, il va essayer de trouver Murphy par lui-même.
Pendant ce temps, Escobar reçoit de mauvaises nouvelles le matin avant même d'avoir eu la chance d'avoir du café colombien en lui. Un de ses hommes lui tend le journal local, où des photos de Moncada et Galeano ornent la première page. Escobar sait que ce sont de mauvaises nouvelles, mais il sait aussi que les corps ont été éliminés. Escobar a toujours été prudent, mais cette menace semble plus réelle.
La menace devient rapidement très réelle alors que Gaviria ordonne aux militaires de se rendre à la prison et d'enlever Escobar. Le plan est de lui dire qu'ils ont découvert des menaces contre sa vie, donc pour sa propre protection, ils vont le déplacer dans une autre prison pendant que le gouvernement rénove la sienne. Si cela ressemble à un plan fragile, vous avez raison. Cela n'aide pas non plus que le général chargé de l'opération semble avoir mal compris ses ordres (peut-être exprès) et soit simplement stationné à l'extérieur de la prison avec ses soldats.
Sandoval se présente à la prison en supposant qu'Escobar est en détention. Lorsqu'il s'avère qu'il est toujours à l'intérieur de la prison, Sandoval décide d'entrer et de lui parler du transfert de la prison. Il dit qu'Escobar n'est pas assez stupide pour tuer le ministre de la Justice, donc il sera en sécurité.
Bien sûr, ce n'est pas tout à fait vrai. Escobar refuse le transfert, et quand Sandoval va partir et informer Gaviria de la décision, Escobar sent que quelque chose ne va pas. Il dit à Sandoval d'appeler le président de l'intérieur de la prison afin qu'il puisse garder un œil sur lui.
Sandoval appelle et Gaviria décroche, mais le ministre de la Justice ne le dit pas. Il continue de parler à Escobar, avertissant essentiellement Gaviria qu'il s'agit maintenant d'une prise d'otage et qu'il est coincé à l'intérieur. Cela conduit Gaviria à prendre une décision difficile : il envoie les forces spéciales et leur dit de mettre fin à cela une fois pour toutes, même si cela signifie mettre Sandoval en danger.
Alors que les forces spéciales sont chargées d'infiltrer la prison d'Escobar et de faire sortir l'homme mort ou vif, Pena fait ce qu'il peut pour essayer de retrouver Murphy. Il utilise ses contacts à la CIA et dans la rue pour recueillir des informations, mais personne ne sait rien. Il se rend au bureau de l'Ambassadeur pour enfin sonner l'alarme, et c'est là qu'il voit Murphy, sain et sauf.
Il s'avère que Pancho et le cartel de Cali ont enlevé Murphy. Pancho voulait discuter avec lui, et plus précisément, lui montrer qu'il avait les photos prises par Murphy de Poison et des autres cadavres du bar karaoké. Plus que cela, Pancho a également un enregistrement de Murphy appelant le pourboire, ce qui a non seulement entraîné la mort de Poison, mais également la mort d'une femme innocente.
Il y a des tensions entre Murphy et Pena, et la série suggère que c'est peut-être Pena qui a remis ces photos, mais là encore, c'est peut-être la CIA ? Quoi qu'il en soit, les photos et les preuves permettent de brosser un tableau plus complexe de ce combat, se demandant si toutes les vies innocentes perdues en valent la peine et à quel point Murphy est à blâmer. Les militaires colombiens prennent alors d'assaut la prison d'Escobar. Le raid est un succès dans la mesure où il élimine de nombreux membres du cartel et déstabilise les conditions de vie douillettes d'Escobar, mais c'est un échec dans la mesure où Escobar s'échappe une nouvelle fois. Tout ce qui reste maintenant est une guerre totale, maintenant que les termes de l'accord entre Escobar et le gouvernement ont été jetés par la fenêtre.
Escobar ripostera, et ce sera sanglant, c'est pourquoi Connie veut partir. Elle dit à Murphy qu'elle veut juste rentrer chez elle. "C'est chez moi", dit-il avant de s'asseoir sur le trottoir et de fumer une cigarette, car sa femme ne croit pas qu'il veuille rester. C'est une fin très déprimante pour la première saison, mais elle a un but.